# Osenice ypsilonová
Osenice ypsilonová (Agrotis ipsilon) je motýl z čeledi můrovití. 

## Popis
Přední křídlo měří v průměru 2,1–2,5 cm. Po celé délce jejích šedohnědých předních křídel najdeme podélnou černou linku. Dále zde najdeme skvrny ostrých šípových tvarů a bílé vlnovky. Přední křídlo je úzké a dlouhé, zadní křídla jsou téměř bílá, s tmavšími žilkami.    

### Housenka

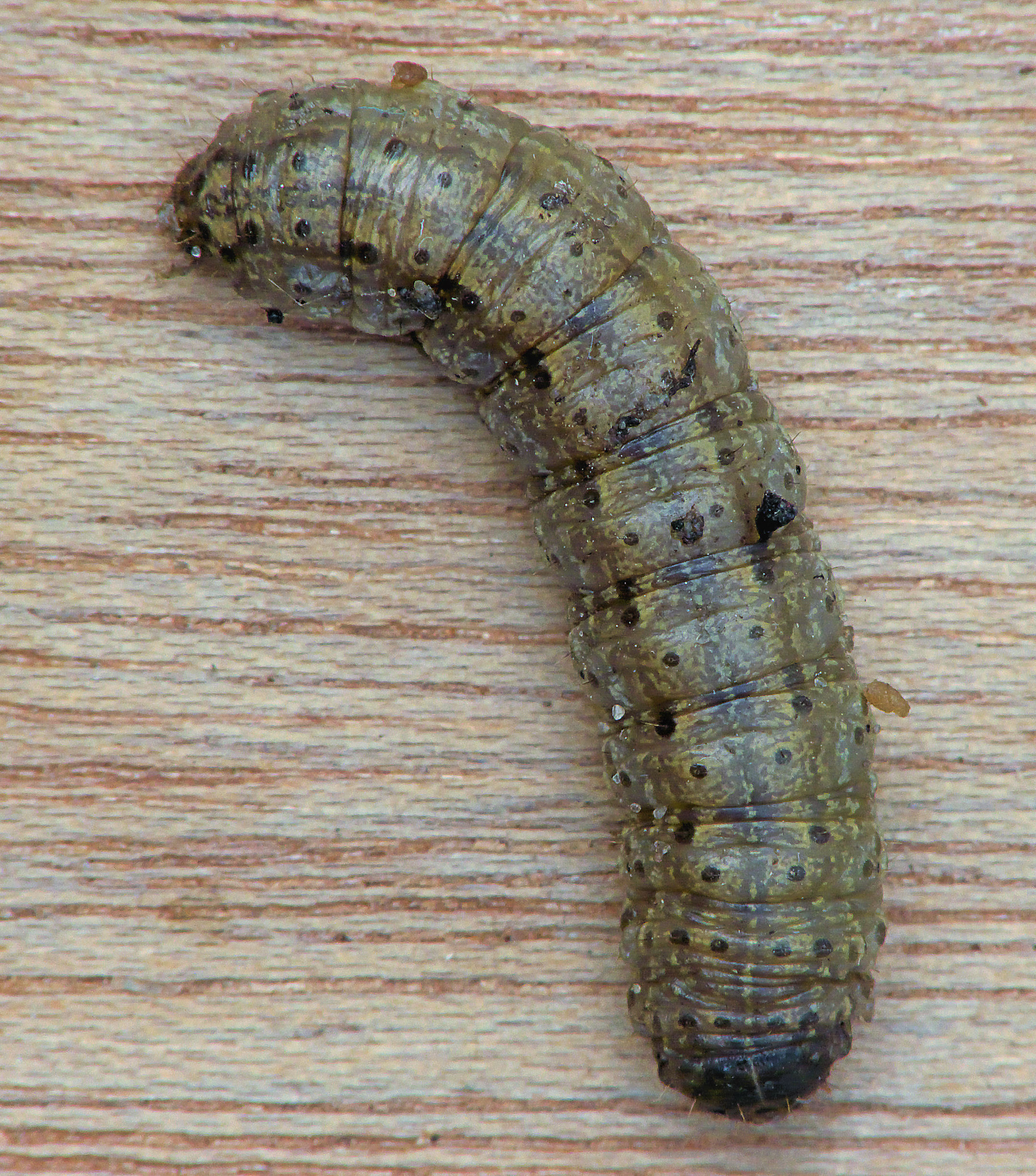
Housenka osenice ypsilonové

Housenka je tmavá a lesklá, objevuje se v květnu až do září. Život tráví skrytá v zemi, kde si na konci svého vývoje vytváří malou komůrku, v níž se kuklí. Housenky mohou být škodlivé, neboť nežijí jen u kořenů různých trav, ale často je najdeme i u užitkových rostlin (zelí apod.). Růst housenky je poměrně rychlý. Stádium kukly je obvykle ukončeno za 7–9 týdnů. Tento rychlý vývoj může být díky přizpůsobení druhu k migraci.

### Motýl
Na jaře přilétají tito motýli z jihu do střední Evropy. Počet těchto migrantů záleží hlavně na povětrnostních podmínkách jižní Evropy v období zimy. Je-li zima příliš studená, často se stává, že ji mnoho housenek nepřežije. Při teplých zimách mohou housenky a kukly přezimovat i ve střední Evropě (ale jenom v teplejších oblastech). Osenice ypsilonové přilétají z jihu do střední Evropy v dubnu a červenci. Zde poté kladou vajíčka, ze kterých vzniká druhá generace. Motýli této generace létají od července do října. Většina z nich po vylíhnutí migruje do teplejších oblastí, nebo se vrací zpátky na jih. Část klade vajíčka tam, kde se vylíhla.

## Rozšíření
Osenice ypsilonová se dá považovat za kosmopolitní druh. Populace tohoto druhu bývá hojná, ale často závisí na povětrnostních podmínkách. Osenice ypsilonová nejčastěji klade svá vajíčka v otevřené krajině, zejména ale na polích a zahrádkách.  